# Teodoro Vega

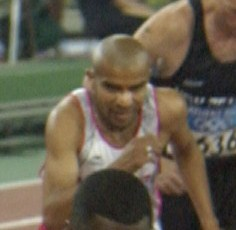
Teodoro Vega bei den Olympischen Spielen 2004

Teodoro Vega Morales (* 14. Juli 1976 in Toluca de Lerdo) ist ein mexikanischer Langstreckenläufer.
2001 siegte er bei den Zentralamerika- und Karibikmeisterschaften über 5000 Meter und kam bei den Weltmeisterschaften in Edmonton über 10.000 Meter auf den 17. Platz.
2002 holte er bei den Iberoamerikanischen Meisterschaften Silber über 5000 Meter und bei den Zentralamerika- und Karibikspielen Silber über 10.000 Meter.
Im Jahr darauf siegte er über 10.000 Meter bei den Panamerikanischen Spielen 2003 in Santo Domingo und belegte bei den Weltmeisterschaften in Paris/Saint-Denis den 15. Platz.
Bei den Olympischen Spielen 2004 in Athen lief er über 10.000 Meter auf Rang 20 ein.
2006 belegte er bei den Crosslauf-Weltmeisterschaften in Fukuoka den 45. Platz auf der Kurzstrecke und den 30. Platz auf der Langstrecke.
Bei den Zentralamerika- und Karibikmeisterschaften 2009 gewann er Silber über 5000 Meter und Bronze über 10.000 Meter.

## Persönliche Bestzeiten
- 3000 m: 7:58,28 min, 4. Juni 2003, Richmond
- 5000 m: 13:22,40 min, 11. Juni 2003, Victoria
- 10.000 m: 27:37,49 min, 20. Juli 2003, Pontevedra